# Райнер Шенфельдер
Райнер Шенфельдер  (нім. Rainer Schönfelder; нар. 13 червня 1977) — австрійський гірськолижник, олімпійський медаліст.

## Виступи на Олімпіадах
| Олімпіада           | Дисципліна              | Місце  |
| ------------------- | ----------------------- | ------ |
| Солт-Лейк-Сіті 2002 | слалом                  | участь |
| Солт-Лейк-Сіті 2002 | гірськолижна комбінація | 4      |
| Турин 2006          | гігантський слалом      | 8      |
| Турин 2006          | слалом                  | 3      |
| Турин 2006          | гірськолижна комбінація | 3      |